# The Fighting American
The Fighting American é um filme dramático dos Estados Unidos de 1924 estrelado por Pat O'Malley, Mary Astor e Warner Oland. O filme mudo foi dirigido por Tom Forman, com roteiro escrito por Harvey Gates. O filme foi adaptado por Raymond L. Schrock, baseado na história escrita por William Elwell Oliver.